# Alberto Mateos Arcángel
Alberto Mateos Arcángel (1900-1987) fue un dibujante, fotógrafo, archivero, periodista y humorista gráfico español.

## Biografía
Era hijo de Rafael Mateo Sotos.Nacido el 7 de agosto de 1900 en Albacete, cultivó también la fotografía. Perteneciente a la denominada «otra generación del 27» y de inclinación republicana, vivió durante casi una década oculto, al comienzo de la dictadura franquista. Falleció el 23 de enero de 1987. En sus caricaturas habría estado influido por la obra de artistas como Luis Bagaría y Manuel Tovar. Alberto Mateos, a quien se concedió el título de hijo predilecto de Albacete, tiene dedicado el nombre de una plaza en su ciudad natal.